# Nokia 1110
Il Nokia 1110 ed il Nokia 1110i sono due cellulari GSM prodotti dalla Nokia. Il 1110 fu lanciato nel 2005, mentre il 1110i nel 2006. Nelle intenzioni della Nokia, entrambi i cellulari sono ideali per gli utenti inesperti, grazie alla loro semplicità.  Non a caso sono molto simili al Nokia 1100. Nel maggio 2007 la sua produzione è stata sostituita da quella del Nokia 1200.
È uno dei telefoni più venduti nella storia insieme al Nokia 1100, con oltre 250 milioni di esemplari.

## Caratteristiche tecniche
- Reti: DualBand GSM 900 - 1800 MHz
- Dimensioni: 104 x 44 x 17 millimetri
- Peso con batteria in dotazione: 80 grammi
- Anno di Uscita: 2005
- Batteria: Litio 900 mAh
- Kit Acquisto: Manuale d'uso, 1 batteria, caricabatteria da viaggio
- Autonomia in Standby: 380 ore
- Autonomia in Conversazione: 5 ore
- Colore Display: bianco e nero, retroilluminato verde
- Dimensioni Display: 96 x 68 pixel
- Memorie Interne del Cellulare:
- Memoria:

## Record
Attualmente il Nokia 1110 è il telefono cellulare più venduto della storia, con 250 milioni di esemplari in tutto il mondo, divenendo il cavallo di battaglia della casa finlandese contro il più moderno mercato degli smartphone.